# Démocratie mondiale
La démocratie mondiale est un système politique par lequel les décisions concernant la planète entière sont prises de manière démocratique. Une démocratie mondiale n'a encore jamais existé mais a été prônée par certains mouvements politiques et d'opinion notamment lors de la création de la Société des Nations et de l'Organisation des Nations unies.

## Descriptions
Une démocratie mondiale peut être envisagée principalement de deux manières:
- Par la création d'un organe législatif (un Parlement mondial) ;
- Par des décisions prises par l'ensemble des habitants de la planète s'exprimant par le biais de votes : une démocratie directe mondiale, associant les "citoyens du monde".

En ce qui concerne la démocratie directe, peu de projets existent à ce jour. Il y a des initiatives visant à octroyer aux êtres humains des décisions politiques ou des droits politiques sans distinction de nationalité mais ceci principalement via internet et avec un impact limité.
En ce qui concerne la démocratie parlementaire mondiale, celle-ci peut s'envisager au sein ou en dehors de l'Organisation des Nations unies.
Une instance parlementaire mondiale au sein des Nations unies peut être envisagée comme une seconde chambre s'ajoutant à l'Assemblée générale sur le modèle des systèmes bicaméraux des États fédéraux (États-Unis, Allemagne, ...).  Il y aurait dans cette hypothèse l'Assemblée générale des Nations unies où chaque État dispose d'une voix et une instance élue par les citoyens.
L'élection des représentants à la seconde chambre pourrait se faire de manière strictement proportionnelle ou avec une sur-représentation des États les moins peuplés. Les circonscriptions électorales pourraient correspondre aux frontières étatiques ou aux frontières de groupements internationaux (Union européenne, Organisation de l'unité africaine, ...).
Une instance parlementaire mondiale peut également être envisagée en dehors de la structure des Nations unies. Ce Parlement mondial (qui pourrait avoir un autre nom, par exemple "Chambre des peuples") pourrait être créé par un traité international. À l'instar de la Cour pénale internationale et de l'ONU à ses débuts, il pourrait ne fonctionner d'abord qu'avec une compétence (et des élections) dans une partie importante des États de la planète.  Il s'étendrait par la suite à l'ensemble des États.
Le champ des compétences d'une démocratie mondiale serait, comme dans un État fédéral, circonscrit aux problématiques qui concernent plus d'un État. Dans un premier temps, il pourrait être envisagé que le Parlement ait un rôle consultatif, comme cela fut le cas pour le Parlement européen.

## L'attitude des altermondialistes
L'émergence des idées altermondialistes est parfois considérée favorable à une démocratie mondiale. De nombreux mouvements tendraient à promouvoir et à amorcer sa mise en place.
Cette pluralité d’organisations altermondialistes reflète des visions multiples, soutient des doctrines et des théories nombreuses et variées, qui iraient à des degrés divers dans le sens d’une démocratie mondiale. En effet, au sein de cette mouvance se côtoient des mouvements basés en grande partie sur des visions économiques visant à imposer une politique particulière plutôt que d'en laisser le choix aux citoyens de la planète, d’autres en revanche se distinguent par le soutien de théorie purement politique détachée de toutes considérations purement économiques (World Federalist Movement…).
À titre d’exemple, ATTAC, dans ces grandes orientations de son congrès de novembre 2005, se présente comme favorable à la démocratie mondiale, tout en ciblant en fait certains aspects économiques.

## Critiques
Les opposants à la démocratie mondiale arguent des risques suivants :
- Prise de décision par une majorité venant de quelques nations (les populations chinoise et indienne représentant plus du tiers de la population mondiale).
- Prise de décision par une majorité de personnes insuffisamment informées ou endoctrinées de manière politique ou religieuse.
- Des mécanismes de désignation non démocratique dans certains États.